# Otto Leitholf
Otto Leitholf (* 1860; † 1939) war ein deutscher Bauingenieur.

## Leben und Wirken
Otto Leitholf wohnte in Berlin-Kreuzberg in der Großbeerenstraße 55 und unterhielt hier ein Ingenieurbüro. Er war zu Anfang des 20. Jahrhunderts für die Statik und das Tragwerk einer Vielzahl von Bauten mit Stahlskelett in Berlin verantwortlich (wie zuvor sein Lehrer Richard Cramer).
Zu den unter Mitarbeit von Leitholf errichteten Bauwerken gehören: das Hauptgebäude der Berliner Gewerbeausstellung von 1896 in Treptow, das Pergamonmuseum in Berlin (in Zusammenarbeit mit dem Architekten Wilhelm Wille), die Luftschiffhalle in Biesdorf-Süd (in Zusammenarbeit mit dem Maschinenbauingenieur Karl Janisch) und das Nordsternhaus. Er war auch Statiker für das Haus Vaterland (1911/1912) und für den 1914 errichteten Anbau A der AEG-Turbinenfabrik in Moabit an der Huttenstraße, dessen Architekt Peter Behrens war.

## Schriften (Auswahl)
- Eisen-Konstruktionen im neuen Stadttheater in Kiel. In: Deutsche Bauzeitung, 43. Jahrgang 1909, S. 93–98, S. 101–103, S. 125–130.
- Hochhäuser ohne Eisengerippe. In: Zentralblatt der Bauverwaltung, 41. Jahrgang 1921, Nr. 35 (vom 30. April 1921), S. 219–220.